# Alfonsas Eidintas

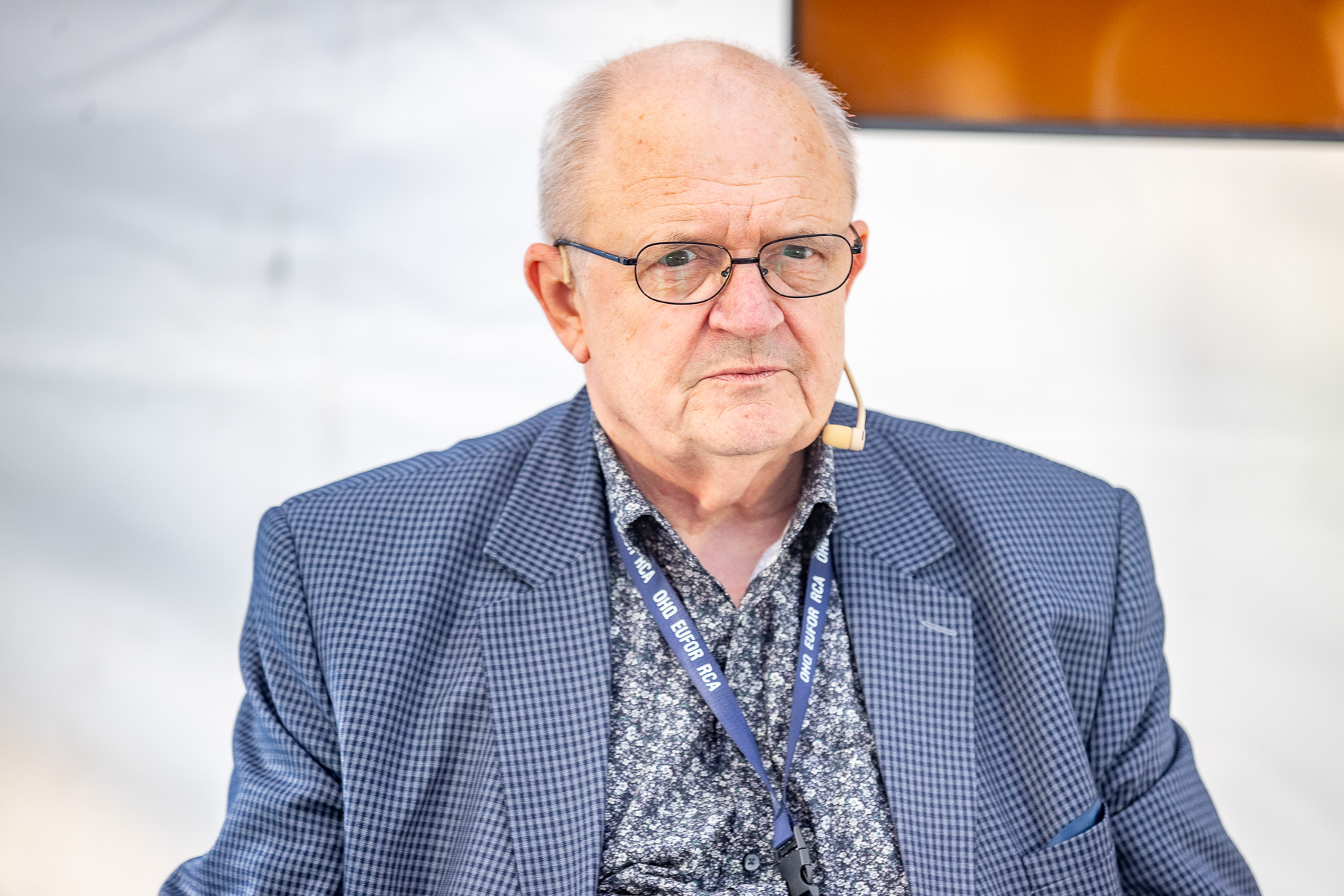
2023

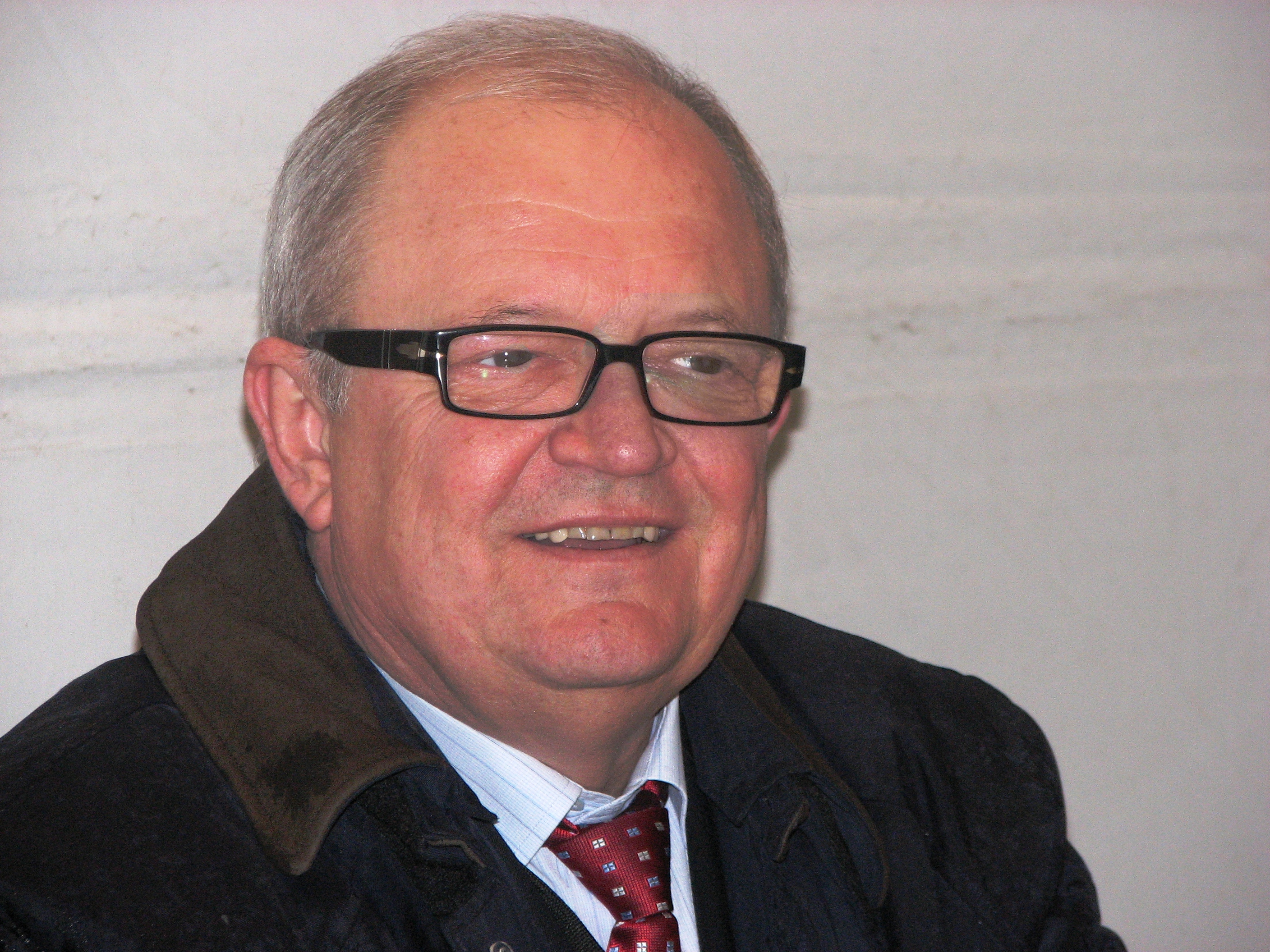
2010

Alfonsas Eidintas (ur. 4 stycznia 1952 w Wajgowie koło Kielmów) – litewski historyk i wykładowca, dyplomata, od 2012 ambasador Republiki Litewskiej w Grecji.

## Życiorys
Po ukończeniu szkoły średniej w Kielmach podjął naukę na Wydziale Historii Wileńskiego Instytutu Pedagogicznego. W 1973 został asystentem na tymże Wydziale, a później kolejno docentem, dyrektorem Katedry Historii oraz prodziekanem. Od 1986 do 1993 był zatrudniony w Instytucie Historii Akademii Nauk Litewskiej SRR (później: Litewskiej Akademii Nauk). W 1990 obronił pracę habilitacyjną.
Od 2001 jest profesorem zwyczajnym. Ma na swoim koncie 16 książek oraz ponad 50 artykułów naukowych. W 2006 wydał powieść historyczną „Ieškok Maskvos sfinkso”, a dwa lata później „Erelio sparnų dvelksmas”.
W służbie dyplomatycznej jest zatrudniony od 1993. Do 1997 był ambasadorem Litwy w USA, Kanadzie i Meksyku, od 1997 do 1999 w Kanadzie. W latach 2000–2001 odpowiadał w MSZ za stosunki z diasporą żydowską.
W 2002 objął placówkę dyplomatyczną w Tel Awiwie w randze ambasadora nadzwyczajnego i pełnomocnego, reprezentując kraj również na Cyprze, w Południowej Afryce i Etiopii. Od 2006 do 2009 był ambasadorem w Królestwie Norwegii. W 2012 objął placówkę w Grecji.